# Dronning for en dag
Dronning for en dag er en dansk kortfilm fra 2013 instrueret af Marianne Hansen.

## Handling
Sara, den eneste blonde og blå-øjede pige i sin klasse, er anderledes, kikset og helt overladt til sig selv. De populære 'dronninger' får masser af opmærksomhed: Buksevand, mishandling, overgreb og andre ydmygelser. Da muligheden opstår for selv at blive ydmyget, griber Sara chancen, og hun får anerkendelse, opmærksomhed, status og en ny ven - tror hun.

## Medvirkende
- Rosalina Krøyer, Sara
- Mira Andrea Balloli
- Julia A. Gormsen
- Josephine Perle Voss
- Sofia Bedjaoui
- Igor August Svideniouk Egholm
- Alex Haagensen
- Casper Budding
- William Salicath
- Marie Brock
- Morten Lützhøft